# Saint-Quentin-la-Tour
Saint-Quentin-la-Tour (okzitanisch Sant Quentin) ist eine südfranzösische Gemeinde mit 320 Einwohnern (Stand 1. Januar 2022) im Département Ariège in der Region Okzitanien.

## Lage
Die Gemeinde Saint-Quentin-la-Tour liegt im Vorland der Pyrenäen auf einer Höhe von etwa 365 Metern. Von Carcassonne ist der Ort ca. 50 Kilometer (Fahrtstrecke) in südwestlicher Richtung entfernt; die sehenswerte Bastide Mirepoix liegt etwa 8 Kilometer nördlich. Die nächstgrößere Stadt ist Pamiers (ca. 28 Kilometer nordwestlich). Das Gemeindegebiet wird vom Fluss Touyre durchquert, der Hauptort vom Countirou.

## Geschichte
Der Ortsteil Queille (Coliense), der seinen Namen auch dem ganzen Landstrich gegeben hat, wird in Urkunden des 10. Jahrhunderts mehrfach erwähnt. Eine Burg gleichen Namens wird bereits im Jahre 1002 im Testament von Roger I., Graf von Carcassonne, erwähnt.

### Bevölkerungsentwicklung
| Jahr      | 1968 | 1975 | 1982 | 1990 | 1999 | 2006 | 2016 |
| --------- | ---- | ---- | ---- | ---- | ---- | ---- | ---- |
| Einwohner | 255  | 250  | 278  | 306  | 297  | 314  | 335  |

## Sehenswürdigkeiten
- Die einschiffige gotische Pfarrkirche Saint-Sylvain (Église de Queille) stammt dem 13. Jahrhundert und ist seit 1994 als Monument historique[1] eingetragen. Wie bei vielen Kirchen im Süden Frankreichs befindet sich das schmucklose Eingangsportal an der Südwand der Kirche. Im Gegensatz zur – außen polygonal gebrochenen – Apsis ist das nur etwa fünf Meter breite Kirchenschiff nicht gewölbt, sondern wird von einer Holzdecke überspannt.
- Nur etwa 100 Meter von der Kirche entfernt liegen die eindrucksvollen – im Privatbesitz befindlichen – Ruinen der Burg (Château de Queille), einem Bau aus dem 12. Jahrhundert, der aber mehrfach umgebaut und erweitert wurde. Auch das Château de Queille ist seit 1944 als Monument historique[2] klassifiziert. Der mächtige viergeschossige Wohnturm (donjon) hat einen rechteckigen Grundriss; nur die Außenwände sind größtenteils erhalten.

## Wirtschaft
Der Ort und seine recht waldreiche Umgebung sind in hohem Maße landwirtschaftlich geprägt. Seit den 1970er Jahren spielt auch der Tourismus eine gewisse Rolle im Wirtschaftsleben der Gemeinde.